# سن-ژان-دو-گونویل
سن-ژان-دو-گونویل (به فرانسوی: Saint-Jean-de-Gonville) یک کمون در فرانسه است که در Canton of Collonges واقع شده‌است.

## خصوصیات
سن-ژان-دو-گونویل ۱۲٫۳۶ کیلومترمربع مساحت و ۱٬۴۴۲ نفر جمعیت دارد.